# Pražský poledník

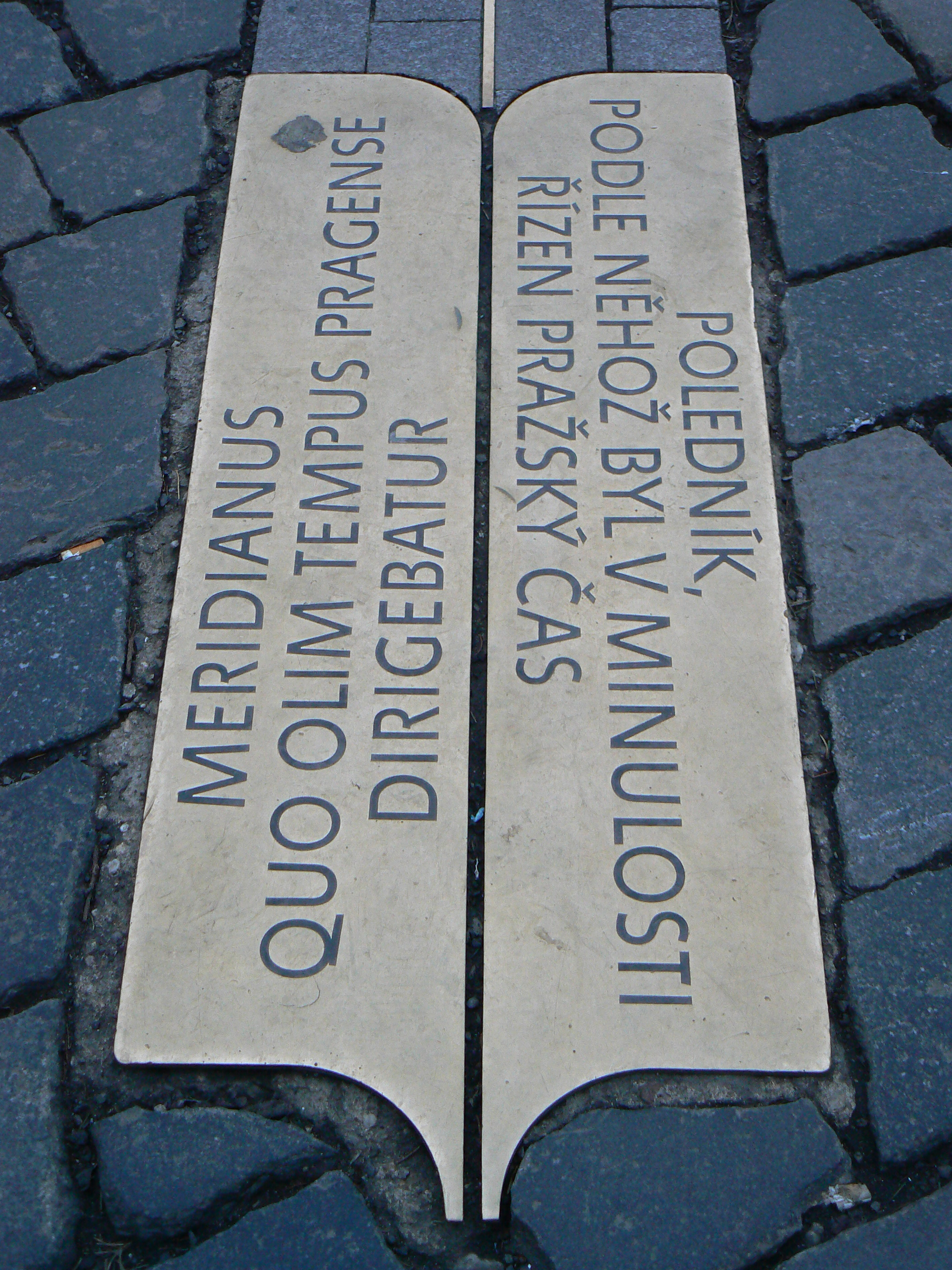
Pražský poledník – bronzová deska

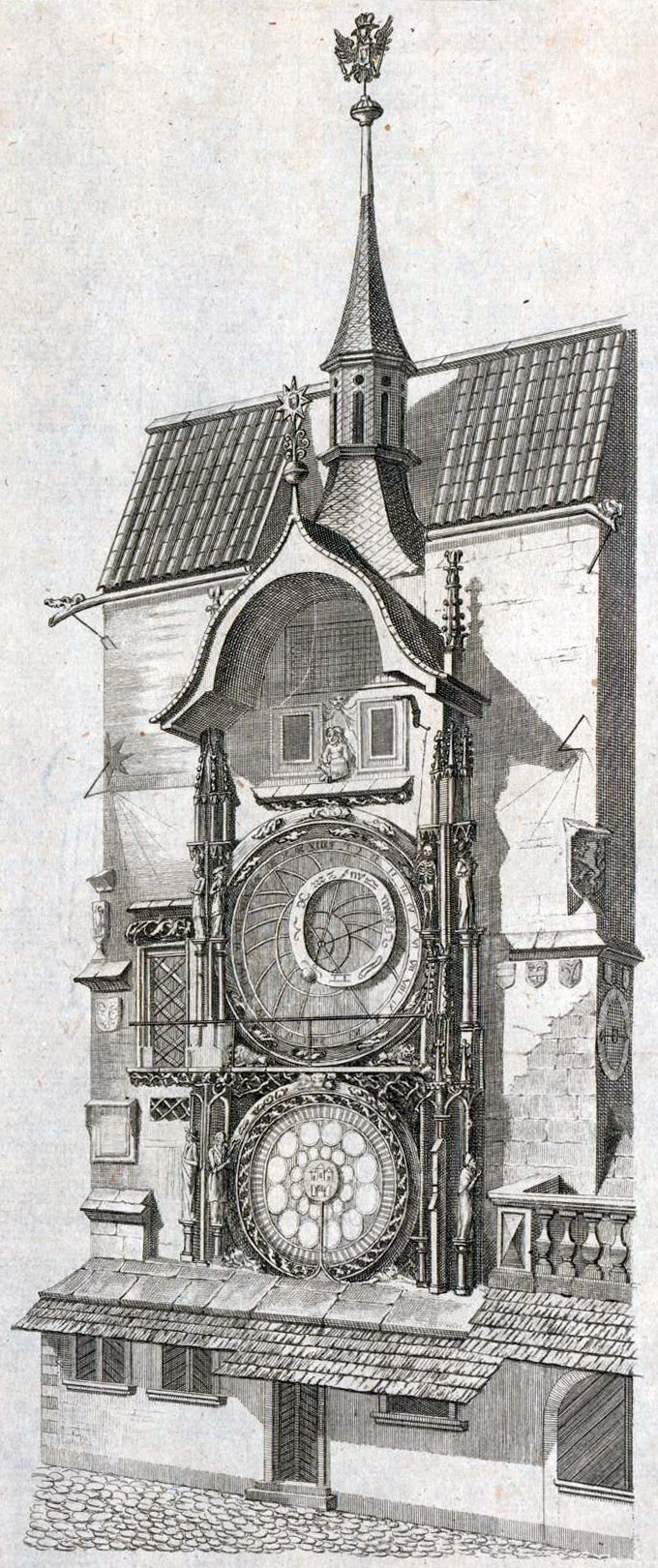
Staroměstský orloj roku 1791 (sluneční hodiny ve výši okének s apoštoly)

Pražský poledník (zhruba 14°25′17″ východní délky) prochází Staroměstským náměstím v Praze. Historicky byl definován stínem Mariánského sloupu v pravé poledne. Gnómón ale zpravidla obsahuje hrot či jinou ostrou linii, takže Mariánský sloup nemohl sloužit k přesnému určování času či poledne.

## Náboženský význam
V 15. až 18. století byly polední čáry, zvané poledník, sestrojovány převážně v kostelích. Je jím například poledník v podlaze římské baziliky Santa Maria degli Angeli e dei Martiri či v katedrále Santa Maria del Fiore. Sloužily k určení poledne na daném místě (nikoli pro celé město) pro polední modlitbu jakou například katolická Anděl Páně oslavující zvěstování Panny Marie. Po bitvě na Bílé hoře zde nastala rekatolizace. Nejprve byl zřízen oltář pro nedaleký Kostel Panny Marie před Týnem. Roku 1650 zde byl na náměstí vztyčen Mariánský sloup a vysvěcen byl roku 1652 a od té doby sloužil k určování poledne pro modlitbu. Není to však pravý gnómón, který by obsahoval více dělení dne, a tak k určování více časových okamžiků. Koncem 19. století se uvažovalo o posunutí sloupu, takže ani nešlo o zeměpisný poledník. Při protikatolických náladách roku 1918 byl pak sloup stržen.

## Měření času

Jüttnerův plán Prahy s vyznačeným poledníkem vzhledem ke věži v Klementinu

Staroměstský orloj na daném náměstí sloužil k určování času již od 15. století. Seřizoval se podle slunečních hodin na věži, tedy nezávisle na existenci Mariánského sloupu. Pro Nové Město tehdy sloužil k určování času Novoměstský orloj. Hodinář z Litomyšle dodal na věž Pražského hradu orloj roku 1568, který se také nemohl řídit stínem sloupu na Starém Městě.
Roku 1784 dochází ke spojení měst pražských a vzniká Praha. Do té doby tedy nešlo o jednotný „pražský poledník“; tak se nazývá až od 20. století.
Od 18. století byl pražský čas (Tempus Pragense) určován v Klementinu na Astronomické věži v poledníkové síni za pomoci poledních štěrbinových slunečních hodin. První trigonometrické měření Prahy bylo provedeno počátkem 19. století a na plánu Prahy, který zkonstruoval Josef Jüttner, je vyznačen poledník procházející Astronomickou věží (Sternwarte), tedy nikoli Mariánským sloupem, který je i tehdy geograficky nezanedbatelně vzdálen o více než 300 metrů. Reálně „správný meridian pražský“ vytyčovaly kameny, které se lidově nazývaly „meridián“ (poledník). Jeden z nich byl přesně na jih od klementinské věže u hradeb na Vyšehradě, a tak spojnice představovala geografický poledník. Od roku 1842 bylo pražské poledne oznamováno máváním praporu z věže Klementina, které bylo navíc v období od roku 1891 do roku 1925/1926 doprovázeno střelbou z děla na baště číslo XIX. To umožňovalo synchronizaci více hodin. Od roku 1891 se v Rakousko-uherské monarchii na železnici nepoužíval pražský čas, ale čas středoevropský. Středoevropský čas byl ve Vídni zaveden roku 1910 a v Praze roku 1912.

## Deska v dlažbě
Dříve dlažba na náměstí nebyla stabilní a „když měla být na náměstí nějaká sláva, dlažba se prostě vytrhala a celá plocha se vysypala pískem“. V 19. století je polední stín vyznačen dlažbou. Od roku 1912 se v Praze používá středoevropský čas a nikoli již sluneční čas, takže vyznačení poledne přestává mít smysl. Při stržení sloupu se z polední čáry u slunečních hodin stává pouze poledník. Při předláždění náměstí roku 1987 byl poledník nově vyznačen v dlažbě 10 metrů dlouhou linkou a bronzovou deskou s českým a latinským nápisem:
POLEDNÍK, PODLE NĚHOŽ BYL V MINULOSTI ŘÍZEN PRAŽSKÝ ČAS
MERIDIANUS QUO OLIM TEMPUS PRAGENSE DIRIGEBATUR.
Směr poledníku v dlažbě ale měřitelně není správný.

## Fotogalerie

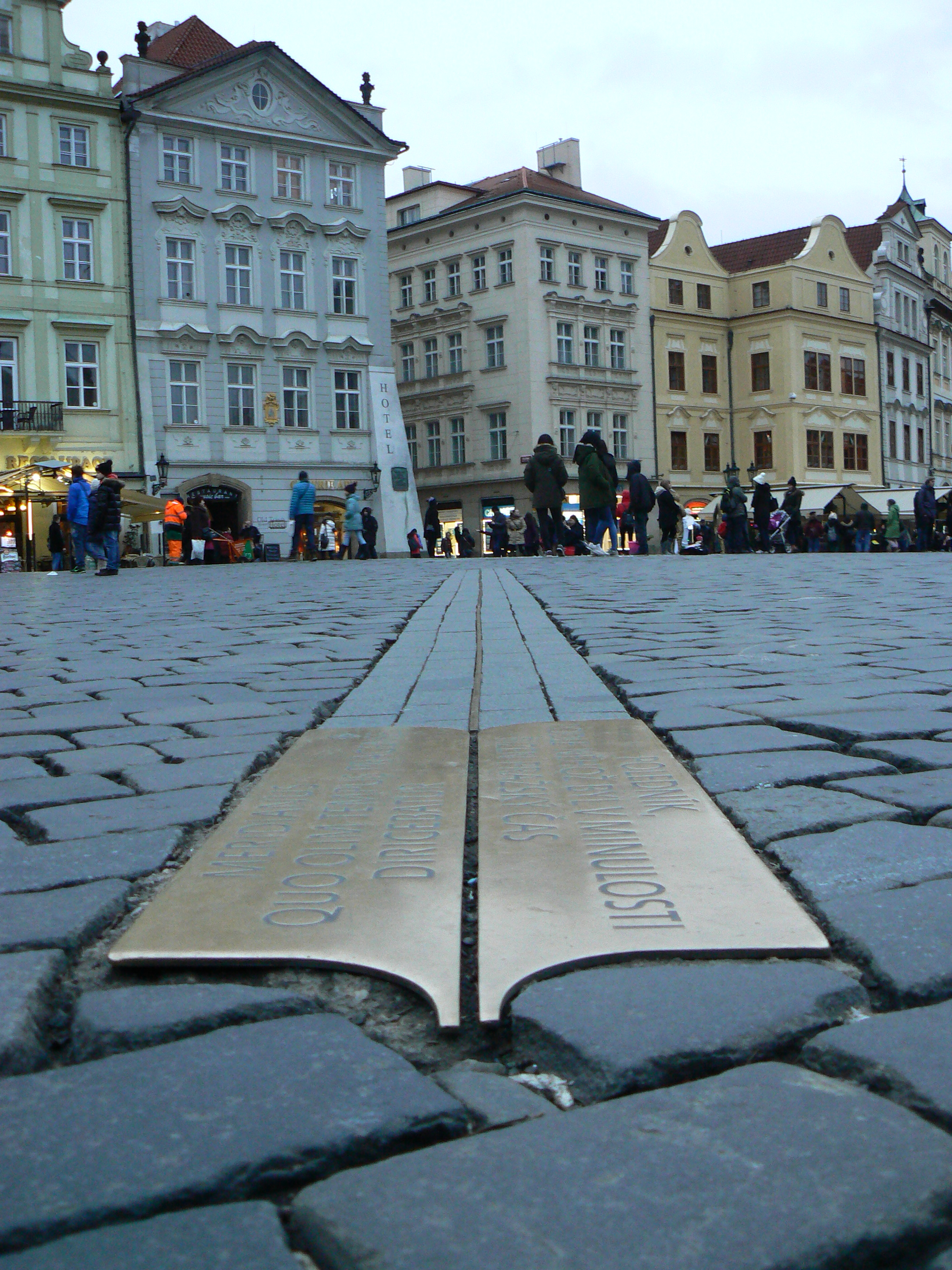
Pražský poledník – pohled k jihu
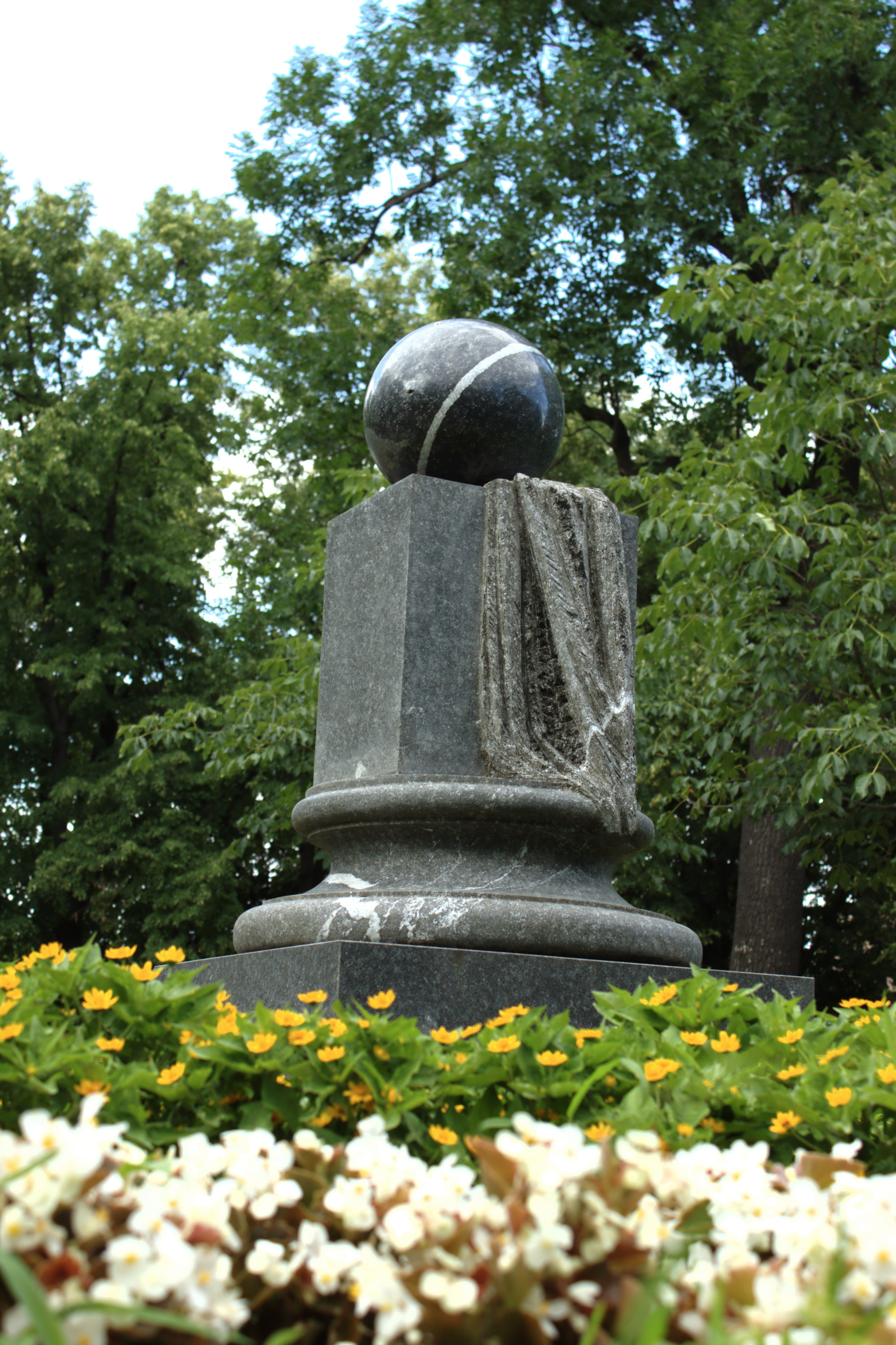
Průběh Pražského poledníku novodobě označuje i socha v Letenských sadech, kterou vytvořil Stanislav Hanzík
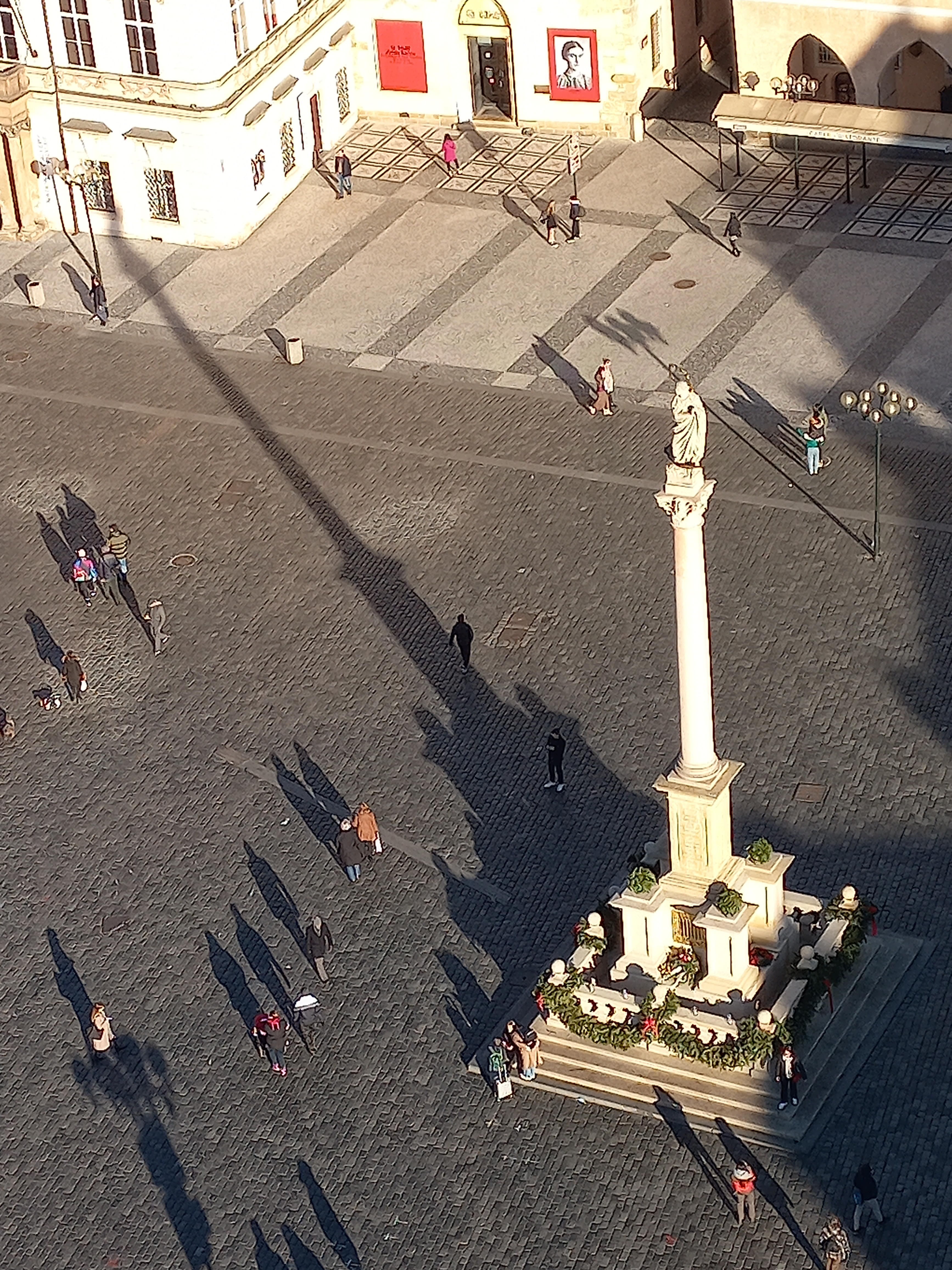
Mariánský sloup jako gnómon (čas 13:50 SEČ, posunutí stínu vůči poledníku vyznačenému v dlažbě)